# Polenaktion

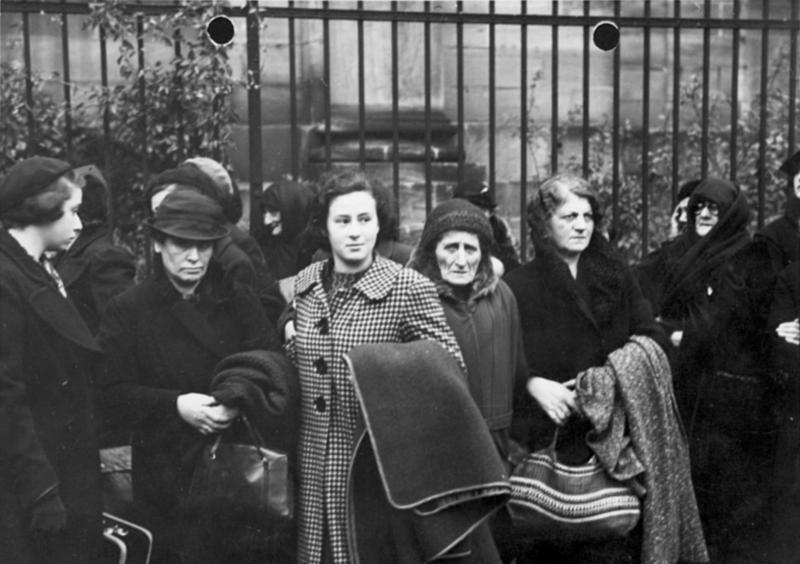
Akcja wydalenia Żydów polskich w Norymberdze, 28 października 1938

Polenaktion – określenie represji III Rzeszy wobec pochodzących z Polski Żydów w roku 1938, w wyniku których w ciągu kilku dni wydalono z Niemiec do Polski około 17 tysięcy Żydów.

## Historia
W 1938 r. władze polskie, obawiając się masowego przyjazdu Żydów-obywateli polskich w III Rzeszy, w związku z antyżydowską polityką tego kraju, postanowiły pozbawić ich obywatelstwa polskiego. 31 marca 1938 Sejm uchwalił ustawę o pozbawianiu obywatelstwa, zgodnie z którą obywatel polski mógł być go pozbawiony m.in. jeżeli przebywał nieprzerwanie za granicą ponad 5 lat od powstania państwa polskiego. Terminem wykonania rozporządzenia Ministra Spraw Wewnętrznych o rejestracji paszportów oraz umieszczeniu w nich adnotacji o ważności był 29 października 1938.
26 października 1938 roku szef służby bezpieczeństwa Rzeszy, Reinhard Heydrich, ogłosił rozporządzenie o natychmiastowym wydaleniu z Niemiec wszystkich polskich Żydów. Rozporządzenie to obejmowało także tych Żydów, którzy nie utrzymywali już z Polską żadnych kontaktów.
Funkcjonariusze niemieckiej policji dostarczali Żydom nakaz deportacji, po czym (często nie pozwalając im wziąć ze sobą najpotrzebniejszych rzeczy) dostarczali na stacje kolejowe. Stamtąd w zaplombowanych pociągach przewożono ich do granicy z Polską. W nocy z 27 na 28 października na granicznych stacjach w Zbąszyniu, Bytomiu, pod Chojnicami i Wschową znalazło się kilka tysięcy Żydów, których Niemcy przepędzili przez granicę.
Według raportów Heinricha Himmlera w tym okresie deportowano do Polski około 17 tysięcy Żydów z polskim obywatelstwem, przy czym kilka tysięcy z nich – mając status bezpaństwowców – koczowało na granicy między kordonami wojska niemieckiego i polskiego. Około 6 tys. władze polskie umieściły w obozie przejściowym utworzonym na terenie dawnych koszar w Zbąszyniu. Pomocy udzielały im w tym czasie żydowskie organizacje dobroczynne oraz Polski Czerwony Krzyż. 
Polenaktion wywołała protesty polskiego Ministerstwa Spraw Zagranicznych, które zagroziło, że w odwecie wydali z Polski obywateli niemieckich. Na skutek tego w Berlinie rozpoczęły się rokowania polsko-niemieckie, a Polenaktion wstrzymano. Żydów, których Niemcy nie zdołali przepędzić przez granicę, zabierano z powrotem w głąb kraju, najczęściej do obozów koncentracyjnych.
W odwecie za objęcie tą akcją jego rodziny Herschel Grynszpan zabił niemieckiego dyplomatę Ernesta vom Ratha, co stało się pretekstem do nocy kryształowej.